# Tragopan blythii

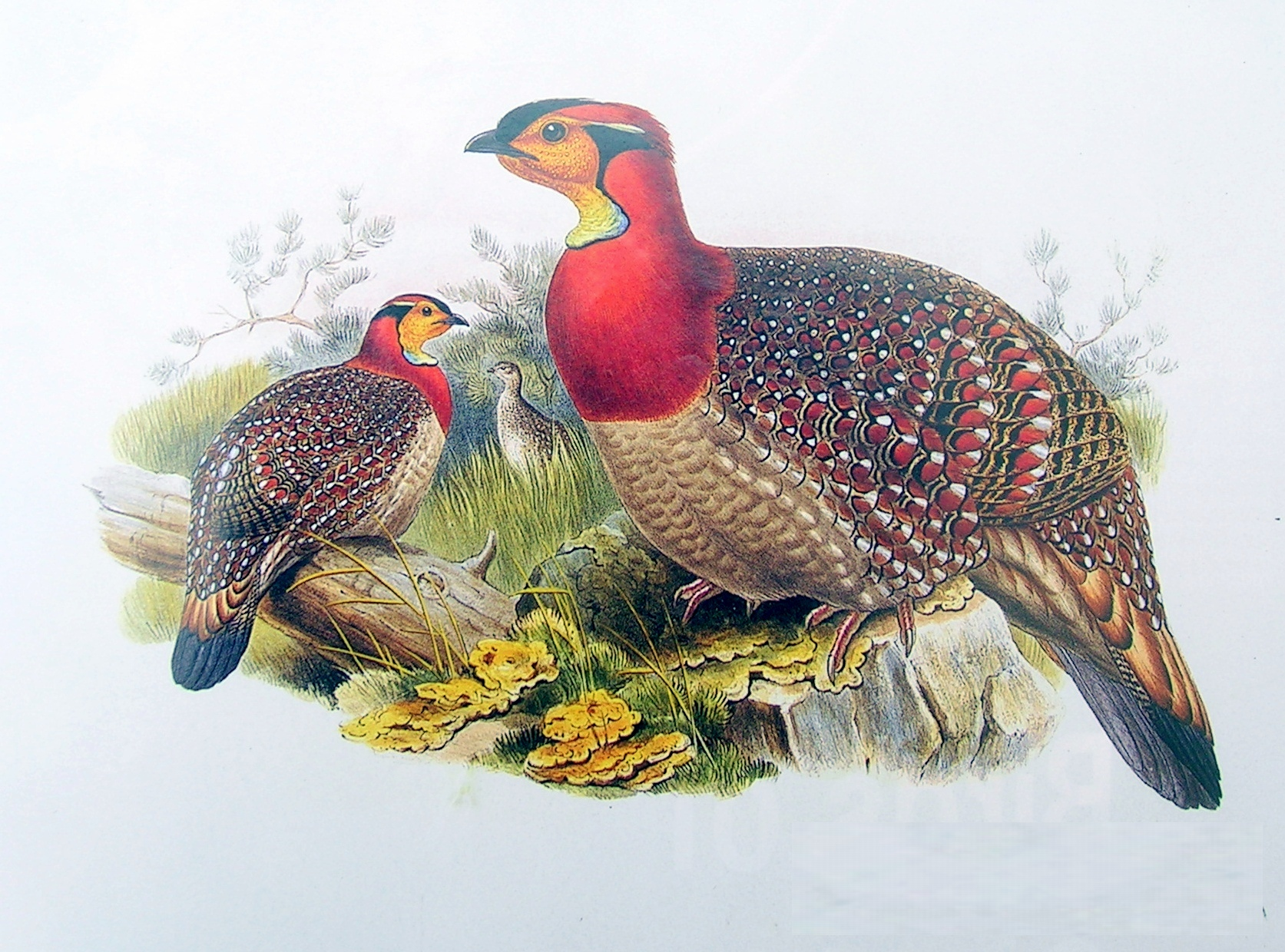
Illustrazione tratta da The Birds of Asia Vol. VII (1883).

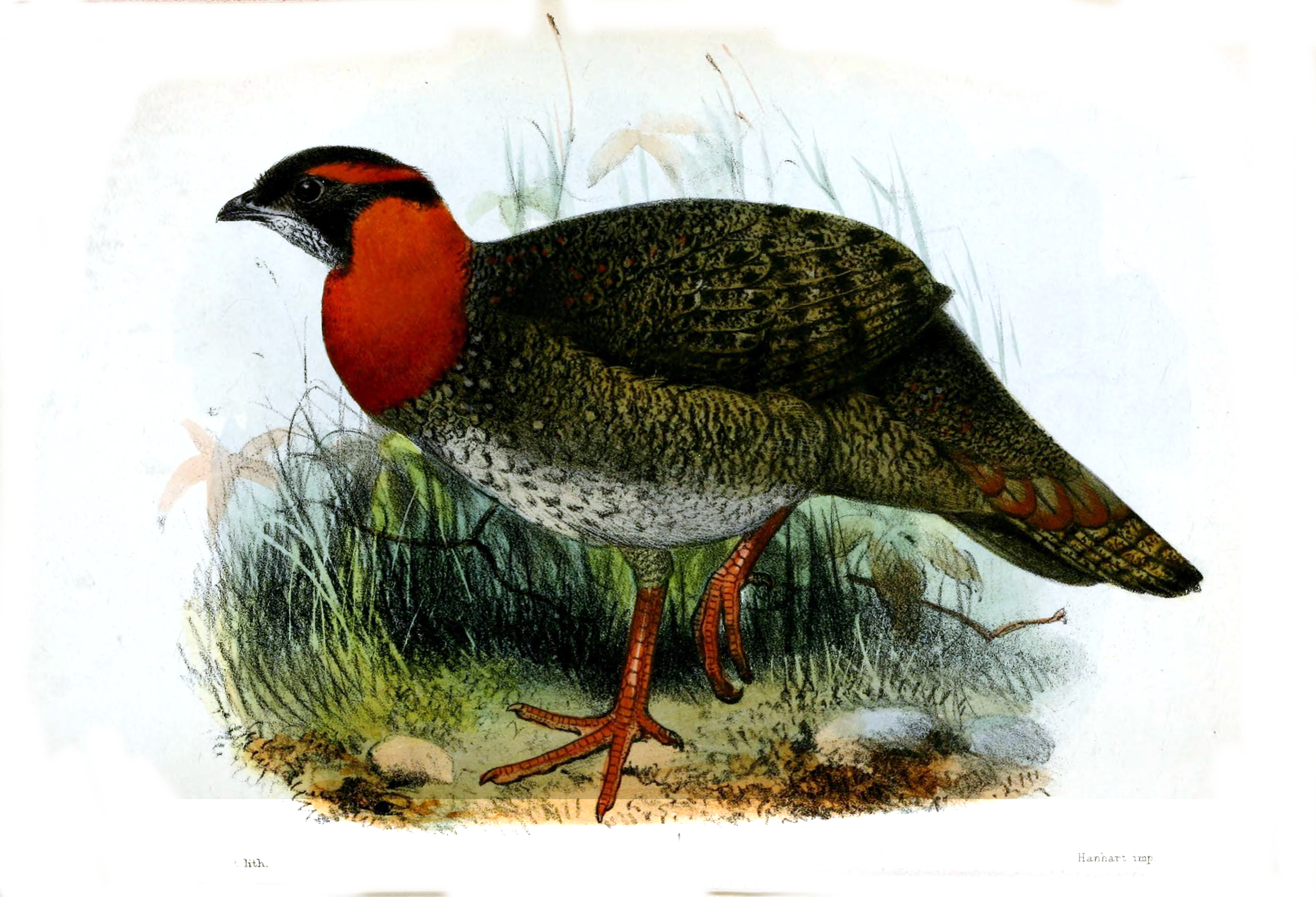
Illustrazione tratta da Proceedings of the Zoological Society of London (1879).

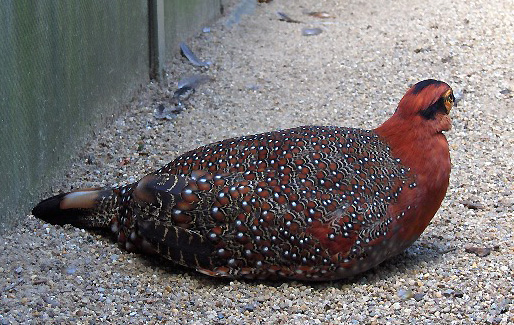
Un maschio in cattività.

Il tragopano di Blyth (Tragopan blythii (Jerdon, 1870)) è un uccello galliforme della famiglia dei Fasianidi.

## Descrizione

### Dimensioni
Il maschio misura 65-70 cm di lunghezza, per un peso di circa 1930 g; la femmina circa 58 cm per 1-1,5 kg di peso.

### Aspetto
Questo fagiano dalla colorazione brillante è il più grande tra tutti i tragopani, ed è facilmente riconoscibile per la zona di pelle nuda color giallo brillante sulla faccia, la testa, il collo e il petto color rosso-ruggine e la parte bassa del petto e il ventre di colore grigio fumo. Il dorso e il resto del corpo sono di colore rosso-brunastro densamente costellato di piccole macchioline bianche. Una caratteristica banda nera si estende dalla base del becco alla sommità del capo, mentre un'altra banda dello stesso colore si estende dietro l'occhio. Come quelli di altri tragopani, i maschi di questa specie possiedono due «cornetti» carnosi di colore celeste che vengono eretti durante il corteggiamento e una caruncola gonfiabile vivacemente colorata che pende dalla gola. La caruncola è gialla bordata di blu e, come i cornetti, può essere espansa e messa in mostra durante le parate nuziali. Le femmine hanno il piumaggio marrone scuro, con varie macchie di colore nero, camoscio e bianco.

## Biologia

### Riproduzione
Il tragopano di Blyth si riproduce a partire da marzo o dai primi di aprile fino a maggio, e può nidificare sia al suolo che sugli alberi, generalmente in un nido abbandonato da un'altra specie. Ciascuna covata è composta da due a sei uova, che si ritiene vengano covate per circa 28-30 giorni. I maschi sono stati visti portare il cibo alla femmina che stava covando nel nido, e in cattività, nelle rare occasioni in cui le compagne abbandonavano la cova per andare in cerca di cibo, generalmente prendevano il loro posto nel nido.

### Alimentazione
Si ritiene che la dieta sia costituita da un'intera varietà di foglie, semi, bacche, frutti, gemme e invertebrati, e perfino da rane, almeno secondo quanto è stato osservato in alcuni esemplari in cattività.

## Distribuzione e habitat
È presente in una fascia di territorio che dal Bhutan, attraverso l'India nord-orientale e il Myanmar settentrionale, giunge fino al Tibet sud-orientale e alla Cina centro-meridionale. Ne vengono riconosciute due sottospecie: T. b. molesworthi è molto più rara di T. b. blythii e la sua presenza è stata registrata solamente nelle regioni orientali del Bhutan e nelle adiacenti colline Mishmi nel nord-est dell'India.
Diffuso nelle vallate e sui versanti delle colline ricoperti da fitte foreste, predilige il sottobosco delle foreste caratterizzate da querce sempreverdi e da rododendri, spesso dominato da bambù o felci. È stato segnalato a partire dai 1400 m (in inverno) ai 3300 m (in estate), ma la maggior parte delle volte è stato osservato a quote comprese tra i 1800 e i 2400 m.

## Tassonomia
Come già ricordato, ne esistono due sottospecie:
- T. b. molesworthi E. C. S. Baker, 1914, diffusa dal Bhutan orientale e dal Tibet meridionale al nord-est dell'Assam (India nord-orientale);
- T. b. blythii (Jerdon, 1870), diffusa in una fascia di territorio che dall'India nord-orientale si estende alla Cina sud-occidentale e al Myanmar.

## Conservazione
La continua distruzione dell'habitat provocata dalla deforestazione e dalla conversione delle terre all'agricoltura, così come le catture a scopo alimentare da parte delle popolazioni locali, accanite cacciatrici di fagiani e pernici, stanno minacciando questa specie variopinta in ogni parte del suo areale. Il problema della distruzione delle foreste è particolarmente serio nel nord-est dell'India, dove viene praticata un'agricoltura itinerante del tipo «taglia e brucia», che, assieme all'industria del legname e alla raccolta di legna da ardere, sta rapidamente frammentando le poche aree di habitat rimaste intatte, perfino all'interno delle aree protette. Gli intensi livelli di pascolo del bestiame e di agricoltura taglia e brucia costituiscono un rischio significativo anche nel Bhutan. Di conseguenza, la popolazione del tragopano di Blyth è considerata in diminuzione e all'interno del suo areale sempre più gravemente frammentato si stanno creando piccole sottopopolazioni sparse qua e là. La IUCN classifica questo uccello come «specie vulnerabile» (Vulnerable).
Il tragopano di Blyth gode di protezione legale in tutto il suo areale ed è presente in alcune aree protette. Tuttavia, l'applicazione delle misure di protezione all'interno di alcune di queste aree protette è pressoché arduo o impossibile, e perfino lì la specie non è al sicuro dalle attività umane che costituiscono una minaccia anche altrove. Oltre all'applicazione delle misure di protezione, vi è anche l'urgente necessità di programmi di consapevolezza sulla conservazione all'interno delle comunità locali volti ad evidenziare le conseguenze di uno sfruttamento eccessivo.